# Nedumangad
Nedumangad là một thành phố và khu đô thị của quận Thiruvananthapuram thuộc bang Kerala, Ấn Độ.

## Địa lý
Nedumangad có vị trí 8°36′B 77°00′Đ / 8,6°B 77°Đ Nó có độ cao trung bình là 68 mét (223 feet).

## Nhân khẩu
Theo điều tra dân số năm 2001 của Ấn Độ, Nedumangad có dân số 56.138 người. Phái nam chiếm 49% tổng số dân và phái nữ chiếm 51%. Nedumangad có tỷ lệ 80% biết đọc biết viết, cao hơn tỷ lệ trung bình toàn quốc là 59,5%: tỷ lệ cho phái nam là 83%, và tỷ lệ cho phái nữ là 77%. Tại Nedumangad, 11% dân số nhỏ hơn 6 tuổi.